# Bon appétit, majestad
Bon appétit, majestad (en hangul, 폭군의 셰프; romanización revisada, Pokgunui syepeu; literalmente, «El chef del tirano») es una serie de televisión surcoreana en doce capítulos escrita por fGRD, dirigida por Jang Tae-yoo, y protagonizada por Im Yoon-ah, Lee Chae-min, Kang Han-na y Choi Gwi-hwa. De género mixto (comedia romántica, drama de época, fantástico), está basada en la novela web Sobreviviendo como chef de Yeonsangun, escrita por Park Guk-jae. Narra la historia de una chef francesa que acaba transportada misteriosamente a la cocina de un tiránico rey de la dinastía Joseon. Se emitirá en el canal tvN del 23 de agosto al 28 de septiembre de 2025, en horario de sábados y domingos a las 21:10 (KST). También estará disponible internacionalmente en la plataforma Netflix.

## Sinopsis
Yeon Ji-yeong es una chef que dirige un restaurante parisino distinguido con las tres estrellas Michelin. Un buen día gana un importante concurso de cocina; tras un eclipse solar, se ve catapultada misteriosamente en la antigua Joseon, donde debe cocinar para un rey tiránico con un paladar extremadamente sensible.

## Reparto

### Principal
- Im Yoon-ah como Yeon Ji-young, jefa de cocina de un restaurante con tres estrellas Michelin en París y la única hija de Yeon Seung-woo, un reconocido historiador de la Universidad de Corea.[1][2][3]
- Lee Chae-min como Lee Heon, príncipe Yeonhui y rey de Joseon. A los ocho años, su madre, la reina Yeon, fue destituida por el clan Han, la familia de la reina viuda Insu, de la cual es nieto. Está considerado al mismo tiempo el mejor gourmet y el peor tirano. Tras probar casualmente la comida de Ji-young, ordena que la llamen a palacio.[4][5][6]
- Kang Han-na como Kang Mok-ju/Suk-won, concubina de la máxima confianza de Lee Heon, una mujer apasionada y de gran belleza. Pero es también ambiciosa y tiene un deseo insaciable de poder.[7]
- Choi Gwi-hwa como el príncipe Je Seon, tío de Lee Heon. Actúa como un bandido para salvar su vida tras la muerte de su padre, pero nunca deja de buscar la oportunidad de derrocar a Lee Heon y ascender al trono.[8]

### Secundario

#### Suragan
- Yoon Seo-ah como Seo Gil-geum, dama de la corte, una joven con un agudo sentido del olfato, lo que le permite localizar ingredientes por el olor. Además, es un personaje versátil con un juicio y una capacidad de observación excepcionales. Confía en la apasionada chef francesa Yeon Ji-young más que en nadie.[9][10]
- Kim Kwang-kyu como Eom Bong-sik, inspector superior, seon-bu de séptimo rango.[11][12]
- Hong Jin-ki como Maeng Suk-soo, el segundo al mando de la cocina real, un hombre ambicioso que sueña con convertirse en el próximo jefe y que se enfrenta a la repentina aparición de Yeon Ji-young.[13]
- Kim Hyun-mok como Min Gae-deok, ayudante de la cocina de palacio, el más joven de Suragan.[14]
- Jeong Gyu-su como Yoon Chun-sik, el eunuco a cargo de Suragan.

#### Entorno de Lee Heon
- Oh Eui-shik como Im Song-jae/Do Seung-ji, yerno de la princesa Hwi-suk, hermana de Lee Heon. Estratega experto en poder e intriga. Hijo del ministro Im Seo-hong.[15]
- Park Young-woon como Shin Soo-hyeok, un guardaespaldas con un temperamento ardiente que protege silenciosamente a Lee Heon.[16]
- Lee Joo-an como Gong-gil, actor y director de la compañía masculina de la ópera Sae-dang, que llama la atención de todos con su atractivo físico, y el hombre que robó el corazón de Lee Heon con Cheoyongmu.[17]
- Jang Gwang como Changseon, un eunuco que ha servido al rey igual que al monarca anterior. Es un hombre de palacio, reservado y sabio.
- Park Jun-myun como Choi Mal-im/Daejeon Sang-gung, una dama de la corte que, junto con Chang-seon, ha servido durante mucho tiempo a Lee Heon. Es educada y digna. Le gusta Ji-young, y aún más, su cocina.
- [Por determinar] como la depuesta Reina Yeon, la madre biológica de Lee Heon; murió cuando este era joven después de ser depuesta por alguna razón.

#### Gente de palacio
- Seo Yi-sook como la reina viuda Inju, abuela de Lee Heon y del príncipe Jinmyeong, suegra de la reina Ja-hyun. Fue también suegra de la reina Yeon, en cuya deposición tuvo un papel principal, y teme que su nieto Lee Heon pueda descubrir lo que hizo.[18]
- Shin Eun-jung como la reina Ja-hyeon, madrastra de Lee Heon, nuera de la reina Inju y madre del príncipe Jinmyeong. Trataba a Lee Heon como a su propio hijo, pero le preocupab que descubra el secreto real del incidente de la depuesta reina Yeon.
- Kim Yun-mi como Yang Gwi-in, concubina favorita del rey Seonjong. Es como una hermana de Seong Gwi-in.
- Lee Heon-ju como Seong Gwi-in, concubina favorita del rey Seonjong. Es como una hermana de Yang Gwi-in.
- [Por determinar] como el príncipe Jinmyeong, medio hermano de Lee Heon, hijo de la reina Jahyun y nieto de la reina Inju.
- [Por determinar] como Kim Bok-sun, la dama de la corte de mayor rango, está a cargo de administrar los activos de la familia real bajo las órdenes del rey, pero principalmente ayuda a la reina viuda Inju, el verdadero poder detrás del trono.
- [Por determinar] como Chuwol, encargada de supervisar, investigar y castigar la corrupción entre las sirvientas del palacio. Sin embargo, en realidad es una espía infiltrada por los Mokju. Participa en diversos actos de espionaje y sabotaje, sembrando discordia e incriminaciones dentro del palacio.

#### Ministros
- Namgyeong-eup como Im Seo-hong, ministro de Obras Públicas, padre de Im Song-jae. Suegro de la princesa Hwi-suk; más interesado en el beneficio personal y en las mujeres que en la política
- Son Jong-hak como Han Min-seong, primer ministro de la facción Han Min-seong. Hermano mayor de la reina Inju, es el verdadero poder del gobierno actual.
- [Por determinar] como Park Won-jun, miembro de la facción de Han Min-seong y consejero de Estado de la Izquierda. Asesora frecuentemente a Lee Heon sobre sus faltas.
- [Por determinar] como Yoo Hyeong-min, ministro de Ritos. El enviado que da la bienvenida a la delegación de la dinastía Ming.
- Jo Seung-yeon como Seong In-jae, miembro de la facción del gran príncipe Jesan y primer ministro de la Derecha. Sueña con un nuevo Joseon con el gran príncipe Jesan a sus espaldas.
- [Por determinar]  como Yu Mun-jeong, ministro de Personal de la facción del gran príncipe Jesan. Perdió a su familia durante el régimen militar y se alió con el gran príncipe.
- [Por determinar] como Kim Yang-son, gran príncipe de la facción Jesan y gran erudito de Hongmungwan. Perdió a su hermano menor, Kim Il-son, en la guerra de Muinsahwa y mantiene una actitud hostil hacia Lee Heon.

## Producción
Bon appétit, majestad es una coproducción de Studio Dragon, Film Grida y Jung Universe para tvN. El guion es obra de fGRD, y está basado en la novela web Sobreviviendo como chef de Yeonsangun, escrita por Park Guk-jae. El director es Jang Tae-yoo, conocido por haber dirigido también, entre otras, las series My Love from the Star (2013-2014), otra comedia histórica de fantasía como Lovers of the Red Sky (2021), y Knight Flower (2024).

### Reparto: sustitución de Park Sung-hoon
El 24 de septiembre de 2024 SM Entertainment, la agencia de Im Yoon-ah, anunció que la actriz había recibido una oferta para protagonizar la nueva serie del director Jang Tae-yoo, y que se estaba negociando el contrato.
En principio, el actor Park Sung-hoon era el elegido para el coprotagonista masculino: así se anunció en medios periodísticos el 2 de diciembre de 2024. Sin embargo, Park publicó el 30 de diciembre una imagen en sus redes sociales que mostraba un grupo de actrices japonesas para adultos que simulaban actividades sexuales disfrazadas como personajes de la serie El juego del calamar. Park borró la publicación apenas un minuto después de publicarla, pero con sus dos millones de seguidores era inevitable que se difundiera rápidamente entre las comunidades en línea, donde muchos la consideraron escandalosa. La agencia del actor, BH Entertainment, se disculpó alegando que se había tratado de un accidente, pero el proceso demostraba que Park había tenido que guardar la imagen en su propio álbum de fotos antes de subirla.
Las controversias y protestas en redes sociales arreciaron, y acabaron causando la cancelación de la lectura del guion, programada para el 2 de enero, así como la suspensión temporal de la producción. No fue suficiente, ni tampoco las disculpas públicas de Park en una entrevista, y finalmente BH Ent. anunció el 11 de enero que Park abandonaría la serie tras alcanzar un acuerdo amistoso con el canal televisivo y la productora Studio Dragon, hecho que confirmó esta última.
Ya el 13 de enero el equipo de producción declaraba que había ofrecido el papel a Lee Chae-min, y que este estaba considerando aceptarlo. Y solo el 21 de enero se confirmó la participación del otro actor del cuarteto protagonista, Choi Gwi-hwa.

### Rodaje y promoción
El rodaje comenzó el 23 de enero de 2025, superados los problemas debidos a la polémica en la que se había visto envuelto Park Sung-hoon, y su consiguiente sustitución. La emisión estaba prevista para el segundo semestre del año.
El 17 de julio de 2025 el equipo de producción reveló los primeros dos carteles de la serie. Una semana después lanzó un avance en vídeo, que muestra el contraste entre la chef Yeon Ji-young y el tirano Lee Heon, la primera en el mundo actual con un cuchillo de cocina en la mano, el segundo en su época histórica con una larga espada. El 14 de agosto se distribuyeron dos nuevos avances, uno para cada uno de los dos personajes principales.
La producción se presentó en una conferencia de prensa celebrada el 19 de agosto en The Saint en Guro-gu, Seúl, con la presencia del cuarteto protagonista, Oh Eui-shik, Seo Yi-sook, y el director Jang Tae-yoo.